# Rubén Jaramillo, La Trinitaria
Rubén Jaramillo är en ort i Mexiko.   Den ligger i kommunen La Trinitaria och delstaten Chiapas, i den sydöstra delen av landet, 900 km sydost om huvudstaden Mexico City. Rubén Jaramillo ligger 791 meter över havet och antalet invånare är 244.
Terrängen runt Rubén Jaramillo är kuperad åt nordost, men åt sydväst är den platt. Runt Rubén Jaramillo är det ganska glesbefolkat, med 42 invånare per kvadratkilometer. Närmaste större samhälle är La Trinitaria, 16,2 km nordväst om Rubén Jaramillo. Omgivningarna runt Rubén Jaramillo är en mosaik av jordbruksmark och naturlig växtlighet.